# Вавилонська медицина
Вавилонська медицина — медицина в Вавилоні. Давньовавилонські лікарі складали особливий соціальний прошарок. Вавилонська медицина була тісно пов'язана з релігією.

## Зв'язок з релігією
Багато способів лікування були пов'язані з магічними та релігійними ритуалами, деякі хвороби вважалися викликаними гнівом богів. До середини 2 тисячоліття до н. е. вавилонська медицина однаково часто використовувала і практичні, і магічні методи лікування, але потім стали частіше використовуватися магічні. Лікування завжди здійснювалося під заступництвом кого-небудь з вавилонського пантеону богів.
Покровителькою лікування була богиня Гула, яка дізналася від вищої трійці богів (Ану, Енліль і Еа) таємниці лікування. Трійця богів — Іштар, Сін і Шамаш — мали безпосереднє відношення до медицини, будучи богами ранкової зірки, Місяця та Сонця відповідно. Зокрема, згідно з повір'ям, зображення Іштар могло зцілити хворого. Бог Нерґал керував інфекціями і гарячками, за повір'ям, він міг або стримувати ці хвороби, або, якщо його гніватися люди, навпаки — насилати їх.

## Способи лікування
Якщо лікар вирішував, що хвороба викликана природними причинами та сподівався на успіх, він прописував пацієнту потрібні ліки. Якщо він вважав, що не зможе здолати хворобу, то просто не намагався лікувати хворого. Як правило, при лікуванні лікарі-практики робили позитивні прогнози (приклади: «я можу тебе вилікувати», «ти одужаєш»). Лікарі-маги навпаки, робили негативні (приклади: «хвороба не покине тебе», «ти не одужаєш» і т. д.) Рецепти ліків записувалися на клинописні таблички, причому станом на 2015 розшифровані не всі з них. Головною метою лікарів-практиків було зменшення болю, метою лікарів-магів — лікування хворого.
У рецептах використовувалося безліч рослин, мінералів і продуктів тваринного походження. Для лікування використовувалися всі частини рослин, в тому числі насіння та коріння. З рослин часто використовувалися листя і плоди фініків, горох, цибулю, огірки, салат-латук і часник. Серед використовуваних продуктів тваринного походження використовувалися мед, раковини молюсків, кров, екскременти, топлене масло, шкіри овець і козлів, риб'ячий жир і т. д. Використовувалися різноманітні лікарські форми — таблетки, свічки, тампони, мазі та порошки.
Лікар-маг замість будь-яких ліків пов'язував причину будь-якої хвороби з впливом того чи іншого божества та намагався зв'язатися з цим божеством і домогтися вибачення хворого. Роблячи негативний прогноз, лікар-маг навіть не починав лікування та залишав хворого.
Давньовавилонським лікарям не були відомі хірургічні способи лікування зубів, вони лише допомагали хворим зменшити біль за допомогою анестезуючих паст і мастики з трав.